# Zeche Zwergmutter
Die Zeche Zwergmutter in Essen-Heisingen ist ein ehemaliges Steinkohlenbergwerk. Das Bergwerk war auch unter dem Namen Zeche Zwergenmutter bekannt.

## Bergwerksgeschichte
Bereits ab dem Jahr 1720 war das Bergwerk in Betrieb. Im Jahr 1777 war der Oberstollen in Betrieb, es wurde im Unterwerksbau abgebaut. Im Jahr 1781 wurde ein Längenfeld für den Abbau im Flöz Zwergmutter verliehen. Die Konzession wurde an Hermann Grotkamp und Genossen erteilt. Das Flöz Zwergmutter ist identisch mit dem Flöz Geitling. Etwa um das Jahr 1797 wurde ein tiefer Stollen angesetzt. Im Stollen wurde ebenfalls Unterwerksbau betrieben. Im Jahr 1802 wurden pro Tag 128 Ringel Steinkohle gefördert. Im Jahr 1805 wurde am Tagetrieb 1 abgebaut. Im Jahr 1812 war der Schacht 1 in Förderung. Im Jahr 1815 waren 17 Bergleute auf dem Bergwerk beschäftigt. Im Jahr 1826 wurde eine Förderung von 97.218 Scheffeln Steinkohle erbracht. Im Jahr 1830 wurden mit zwölf Bergleuten 54.106 Scheffel Steinkohle gefördert. Im Jahr 1832 wurde zunächst noch am Tagetrieb Johann abgebaut. Im März desselben Jahres waren die Kohlenvorräte oberhalb der Stollensohle erschöpft, aus diesem Grund wurde das Bergwerk stillgelegt. Am 3. Juli des Jahres 1858 konsolidierte die Zeche Zwergmutter mit weiteren Bergwerken zur Zeche Vereinigte Flashoff.